# Gábor Klauzál

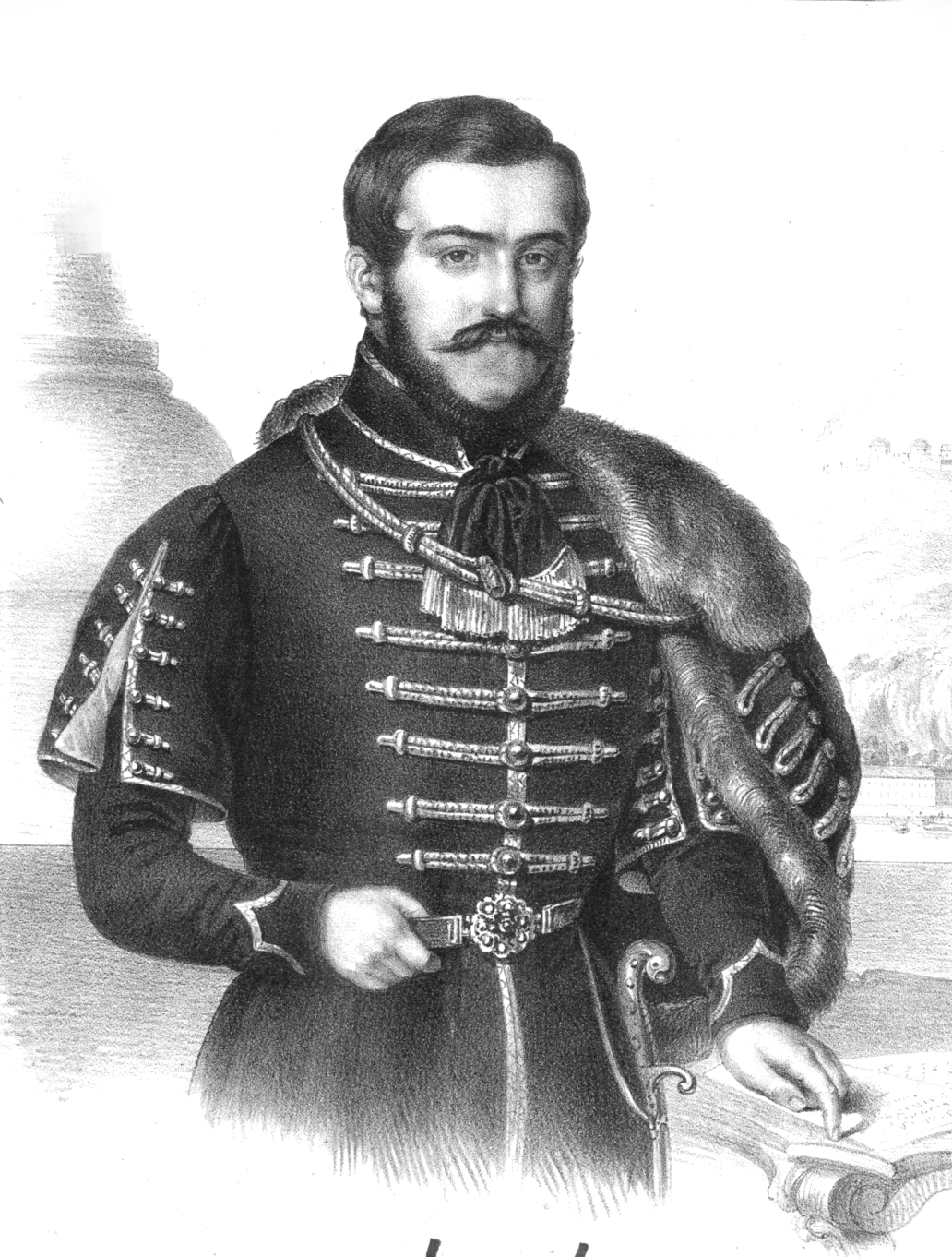
Gábor Klauzál, um 1848

Gábor Klauzál von Szlavovicz (* 18. November 1804 in Pest; † 3. August 1866 in Kalocsa, Komitat Pest-Pilis-Solt-Kiskun) war ein ungarischer liberaler Politiker. Während der Ungarischen Revolution war er von März bis Oktober 1848 Minister für Landwirtschaft, Industrie und Handel.

## Leben
Klauzál wurde als Sohn eines Offiziers (Oberst) der k.u.k. Husaren in Pest geboren. Kaiser Franz II. hatte die Familie 1793 aufgrund der Verdienste des Vaters János Klauzál (1761–1831) im Ersten Koalitionskrieg in den Adelsstand erhoben. Die Mutter Ágnes Babarczy kam aus Szeged und war die Tochter eines Stadtrats und zeitweiligen Bürgermeisters. Gábor Klauzál besuchte das Piaristengymnasium und studierte dann an der Königlichen Universität Pest Rechtswissenschaften. Er legte 1824 die Advokatenprüfung ab und ließ sich anschließend in Szeged nieder, wo er ab 1825 als Richter amtierte. 
Ab 1832 vertrat er das Komitat Csongrád auf den ungarischen Landtagen, wo er auf Seiten der Reformer bald zu einer führenden Persönlichkeit der liberalen Opposition wurde. Als Anhänger Ferenc Deáks vertrat er diesen bei seiner Abwesenheit 1843/44 als Leiter der Opposition im Landtag. Wie Deák, Lajos Kossuth und Lajos Batthyány gehörte Klauzál der 1847 gegründeten, liberalen Oppositionspartei (Ellenzéki Párt) an. 
Während der Ungarischen Revolution hatte er im Kabinett Batthyány vom 23. März bis 2. Oktober 1848 das Amt des Ministers für Landwirtschaft, Handel und Industrie inne. Er setzte sich stets für die Gesetzlichkeit ein und wollte – wie Ministerpräsident Batthyány und Justizminister Deák – einen Bruch mit dem kaiserlichen Hof in Wien vermeiden. Dieser erfolgte aber durch den Befehl des Kaisers zur Auflösung des ungarischen Parlaments und der Regierung im September. 
Daraufhin übernahm ein Landesverteidigungsausschuss unter Lajos Kossuth die Macht in Ungarn und der Ungarische Unabhängigkeitskrieg brach aus. Klauzál zog sich zunächst ins Privatleben zurück. In den Jahren 1861 bis 1865 war er Abgeordneter der Stadt Szeged im Landtag. In dieser Zeit gehörte er der von Ferenc Deák geführten, liberalen „Adresspartei“ (Felirati Párt) an.
Nach ihm wurden in Ungarn zahlreiche Plätze (u. a. der Klauzál tér im VII. Budapester Bezirk), Straßen und Schulen benannt.